# Jacques-Charles-Louis Clinchamp de Malfilâtre

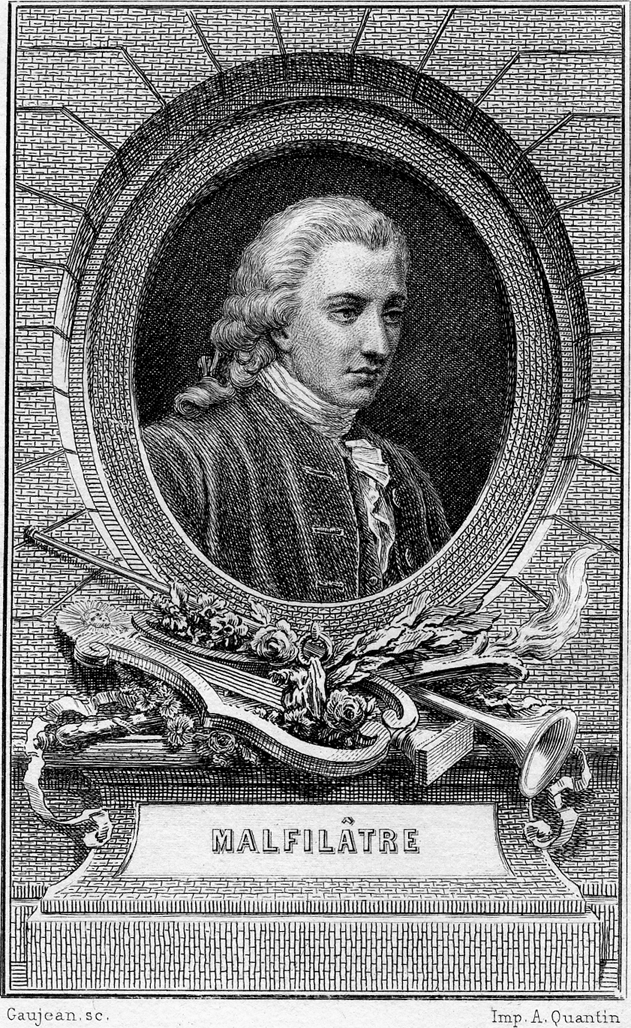
Malfilâtre (Stich von Eugène Gaujean)

 Jacques-Charles-Louis Clinchamp de Malfilâtre (* 8. Oktober 1733 in Caen; † 6. März 1767 in Paris) war ein französischer Dichter.

## Leben und Wirken
Clinchamp de Malfilâtre dichtete Oden und gewann damit in Rouen und Caen von 1754 bis 1758 Preise. Er glaubte an sein Genie und wechselte (auf Einladung von Marmontel) nach Paris, geriet dort aber in Armut und musste Hilfstätigkeiten annehmen. Als sein Meisterwerk gilt die Dichtung über Narziss auf der Venusinsel. Im Alter von 33 Jahren stürzte er vom Pferd und starb daran. Alphonse Séché (1876–1964) nannte ihn unter den Hungerleider-Poeten (poètes-misère) als ersten.

## Werke (Auswahl)

### Dichtung
- Narcisse dans l’isle de Vénus. Poème en quatre chants. Lejay, Paris 1769.
- Oeuvres de Malfilâtre. Précédées d’une notice historique et littéraire. Seule édition complète. Hrsg. Louis-Simon Auger. Collin, Paris 1805. Phénix, Paris 1999.
- Poésies de Malfilâtre. Poèmes, odes et traductions. Hrsg. Léopold Derôme (1833–1889).  A. Quantin, Paris 1884.

### Theater
- Clitemnestre. Tragédie en cinq actes et en vers. Lambert, Paris 1761.

### Weitere Werke
- (mit Honoré Lacombe de Prezel, 1725–1795) Dictionnaire d’anecdotes, de traits singuliers et caractéristiques, historiettes, bons mots. Lacombe, Paris 1766.
- (Übersetzer) Les Métamorphoses d’Ovide, traduction nouvelle d’après le texte de l’édition du P. Joseph de Jouvancy (1643–1719), avec des notes. A l’usage des écoles primaires et centrales. 1798.
- Le génie de Virgile. Ouvrage posthume de Malfilâtre. Publ. d’après les manuscrits autographes, avec des notes et additions par Pierre-Auguste-Marie Miger (1771–1837). Maradan, Paris 1810. (überwiegend Übersetzungen)